# Klavžarica
Klavžarica, także Ovčjakarica – potok na terenie Słowenii, uchodzący do Kanomljicy. Występują na nim liczne wodospady. Największy z nich, Supad, osiąga aż 40 metrów wysokości. Na potoku od 2005 roku znajduje się elektrownia wodna. Do Klavžaricy uchodzi jeden bezimienny ciek. Na rzece stoi zapora wodna Klavže, wybudowana w 1811 roku.